# Hyptis sancti-gabrielii
Hyptis sancti-gabrielii là một loài thực vật có hoa trong họ Hoa môi. Loài này được Harley mô tả khoa học đầu tiên năm 2001.